# Licinio de la Fuente de la Fuente
Licinio de la Fuente de la Fuente (Noez, província de Toledo, 7 d'agost de 1923- Madrid 26 de febrer de 2015) fou un polític i empresari espanyol que va ser Ministre de Treball durant la dictadura de Francisco Franco. Sobre ell hi hagué una ordre de captura internacional per la firma de les sentències de mort per garrot vil de Salvador Puig Antich (2 de març de 1974). També fou membre dels consells d'administració del Banco Gallego, Banco Internacional de Comercio, Banco de Granada, Banco Central Hispano Hipotecario, d'Española de Zinc, de Dragados i d'Ibermutua.

## Biografia
Va néixer al petit poble toledà de Noez en el si d'una família humil d'agricultors. Durant la Guerra Civil era nen i a causa del seu bon expedient acadèmic va estar preseleccionat per ser un dels 'nens de la guerra' que van ser enviats a Rússia. Poc després va fugir amb la seva família de la zona republicana a la zona nacional, travessant la línia del front en el riu Tajo.

### Carrera política
Va estudiar Dret mitjançant beques a la Universitat Complutense de Madrid i va arribar a ser Advocat de l'Estat. Va ser Governador Civil i Cap Provincial del Movimiento de la província de Càceres (1956 - 1960) i Ministre de Treball d'Espanya (1969 - 1975). Durant el seu mandat de Ministre de Treball es va centrar especialment a ampliar la cobertura de la Seguretat Social. En el període 1974-1975 va assumir les funcions de Vicepresident del Govern, sent President Carlos Arias Navarro. El 1975 dimiteix del seu càrrec de Ministre a causa de les discrepàncies amb Arias Navarro, principalment causades per l'aprovació d'una llei de vaga que minvava els drets dels treballadors.
El 1976, aprovada la Llei per a la Reforma Política va fundar el partit Democràcia Social, que es va integrar amb altres sis en la coalició Alianza Popular (AP), denominada per la premsa "Els set magnífics", la qual va acabar transformant-se en un partit únic, sota el lideratge de Manuel Fraga Iribarne. Amb els anys, AP, el partit que Licinio de la Fuente cofundà, es fusionaria amb el Partit Demòcrata Popular (PDP) i el Partit Liberal (PL) per crear l'actual Partit Popular. Fou elegit diputat per Toledo a les eleccions generals espanyoles de 1977 per Alianza Popular. Posteriorment, després de la seva marxa de la política activa, va ser membre del Consell d'Administració de nombroses empreses.

### Imputació judicial
El 31 d'octubre del 2014, la jutgessa argentina María de Servini, instructora de la causa penal contra el franquisme, i basant-se en el Principi de justícia universal, envià una ordre de detenció internacional contra Licinio de la Fuente i uns altres divuit dirigents de la dictadura franquista, sol·licitant la seva extradició amb l'objectiu d'interrogar-los. La magistrada imputà a Licinio de la Fuente "haver convalidat amb la seva signatura la sentència de mort de Salvador Puig i Antich", executat a garrot vil el 2 de març de 1974.

## Obres
- Valió la pena. Memorias, Madrid, Edaf, 1998.